# Hailakandi (distrikt)
Hailakandi är ett distrikt i Indien.   Det ligger i delstaten Assam, i den östra delen av landet, 1 600 km öster om huvudstaden New Delhi. Antalet invånare är 659 296.
Följande samhällen finns i Hailakandi:
- Hailākāndi
- Badarpur
- Lāla